# 甯良
甯良（1413年—？），字元善，湖廣永州府祁陽縣人，軍籍。明朝政治人物。同進士出身。

## 生平
湖廣鄉試第四十四名。正統十年（1445年）乙丑科會試第五十六名，殿試登進士第三甲第四十五名。

## 家族
曾祖甯卿，曾任元衡陽元帥。祖父甯榮。父亲甯嗣宗，曾任上林長營司吏目。